# Rhinoppia trilobata
Rhinoppia trilobata är en kvalsterart som först beskrevs av Khanbekjan och Gordeeva 1991.  Rhinoppia trilobata ingår i släktet Rhinoppia och familjen Oppiidae. Inga underarter finns listade i Catalogue of Life.